# David VII Oeloe
David VII Oeloe (1215-1270), uit het huis Bagrationi, was koning van Georgië van 1247 tot 1270. Van 1259 tot 1270 regeerde hij slechts Oost-Georgië.

## Leven en regeerperiode
David was een buitenechtelijke zoon van koning George IV door een niet-adellijke vrouw. Uit angst dat hij de troon zou opeisen, hield Roesoedan hem gevangen bij haar schoonzoon sultan Kaykhusraw II - echtgenoot van haar dochter Tamar - en stuurde haar zoon David VI Narin naar het Mongoolse hof om zijn officiële erkenning te krijgen als erfgenaam van de Georgische troon. Omdat Kaykhusraw verloor tegen de Mongolen werd David, zoon van George, vrijheid gegeven in 1242 na bijna 7 jaar gevangenschap. In 1246 werd hij gekozen als koning van Georgië, die dachten dat zijn neef David Narin, zoon van Roesoedan, gestorven was in 1244. Na zijn kroning in de Svetitschoveli-kathedraal in Mtscheta werd hij gezonden naar de grootkan Güyük Khan voor officiële erkenning. Hij werd vijf jaar lang vastgehouden in Karakorum waar hij zijn neef David Narin, zoon van Roesoedan, ontmoette en werden dan beide tot koningen erkend door Güyük Khan en daarna zijn ze bekend als David VII Oeloe (de oudere) en David VI Narin (de jongere).

## Huwelijken en kinderen
David Oeloe was vier keer getrouwd. Zijn eerste vrouw, Jigda Khanum, was de dochter van de sultan van Rûm, overleden in 1252. Zijn tweede vrouw verstootte hij in 1252. Davids derde vrouw Gvantsa was weduwe van Avag Mkhargrdzeli, zij werd geëxecuteerd op bevel van Hulagu Khan in 1262. In 1268 trouwde David met Isukhan, dochter van de Mongoolse prins Tehormaghan Noyan.
Hij had twee zoons en twee dochters:
- Prins George (1250-1268) (met Jigda Khanum), eigenlijk troonopvolger maar hij stierf voor zijn vader
- Demetrius II (met Gvantsa), volgde zijn vader op in 1270
- Prinses Tamar (met Jigda Khanum)

Er is ook een genealogische theorie die van mening is dat hij de vader is van Roesoedan van Georgië, keizerin van Trebizonde, vrouw van Manuel I van Trebizonde.